# Cerura vinula
Cerura vinula é uma espécie de lepidóptero pertencente à família Notodontidae. Foi descrita pela primeira vez em 1758 por Lineu na 10.ª edição do Systema Naturae.

## Subespécies
São reconhecidas cinco subespécies:
- Cerura vinula benderi (Lattin, Becker & Roesler, 1974)
- Cerura vinula estonica (Huene, 1905)
- Cerura vinula irakana (Heydemann, Schulte & Remane, 1963)
- Cerura vinula phantoma (Dalman, 1823)
- Cerura vinula vinula (Linnaeus, 1758)

## Descrição

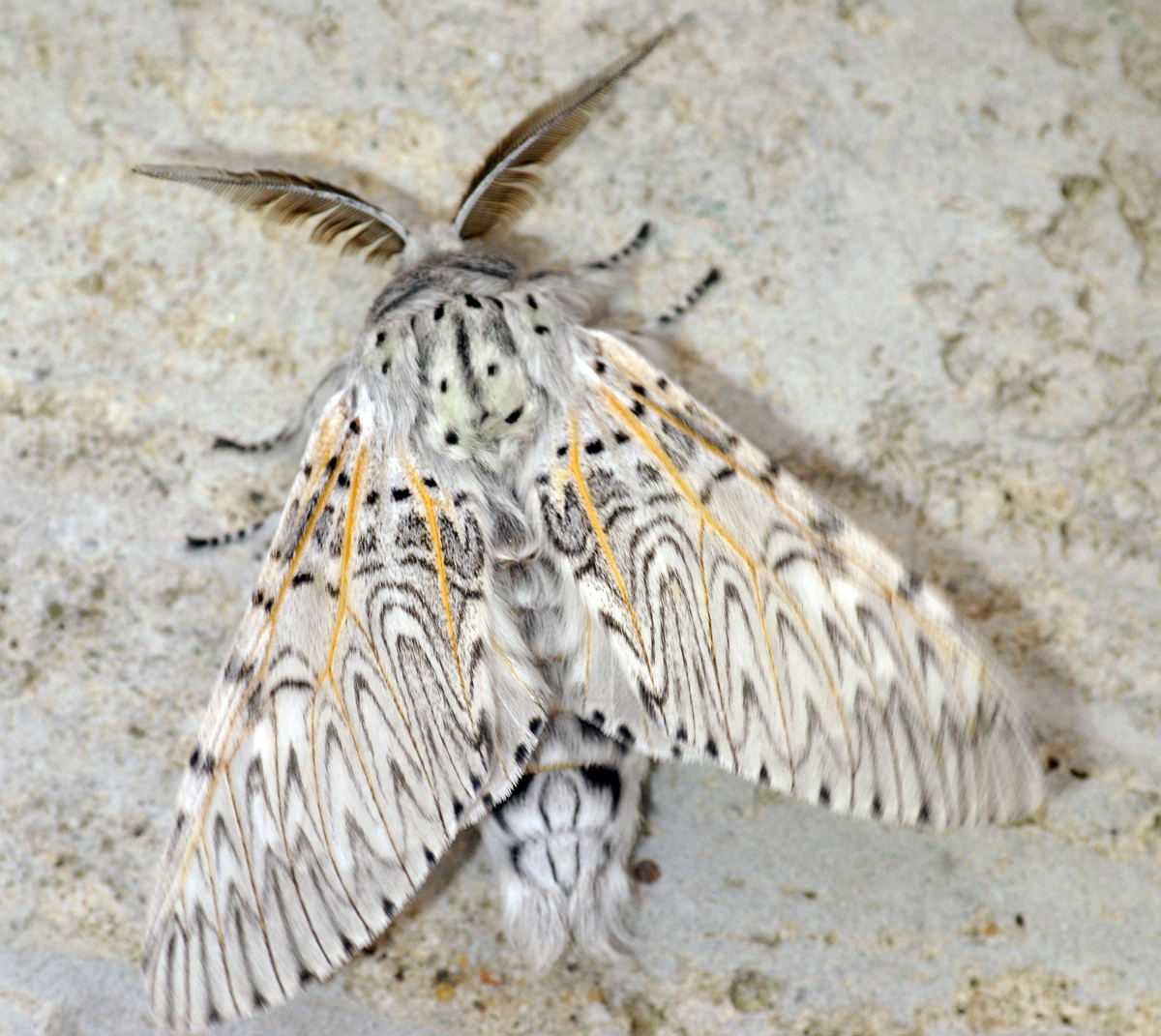
Visão dorsal

Tem uma envergadura de 58 a 75 milímetros, com os machos sendo ligeiramente menores do que as fêmeas. A cabeça, tórax e o abdômen são muito peludos, em uma coloração cinzenta com listras pretas em seu abdômen. As antenas são bipectinadas, as quais são um pouco menores nas fêmeas. As asas dianteiras são brancas ou cinza-amareladas, atravessadas por várias linhas escuras onduladas e nervuras alaranjadas. As asas traseiras são esbranquiçadas nos machos, e nas fêmeas são pretas e quase transparentes.
As larvas crescem em média até 80 milímetros. No estágio final apresentam uma cor verde clara brilhante, e têm um padrão dorsal em marrom escuro ou arroxeado, com um contorno branco ou amarelado. As larvas jovens são completamente negras. O abdômen termina em dois apêndices com flagelos vermelhos extensíveis. O casulo tem um tom marrom avermelhado, protegido por uma camada dura de cortiça conectada à planta hospedeira.

## Distribuição e habitat
Esta espécie vive na região paleoártica e habita toda a Europa, através da Ásia temperada até a China, e também na África do Norte. É encontrada em grande parte em bosques densos e úmidos, onde há abrangência de salgueiros e choupos, que constituem o alimento das larvas.

## Comportamento

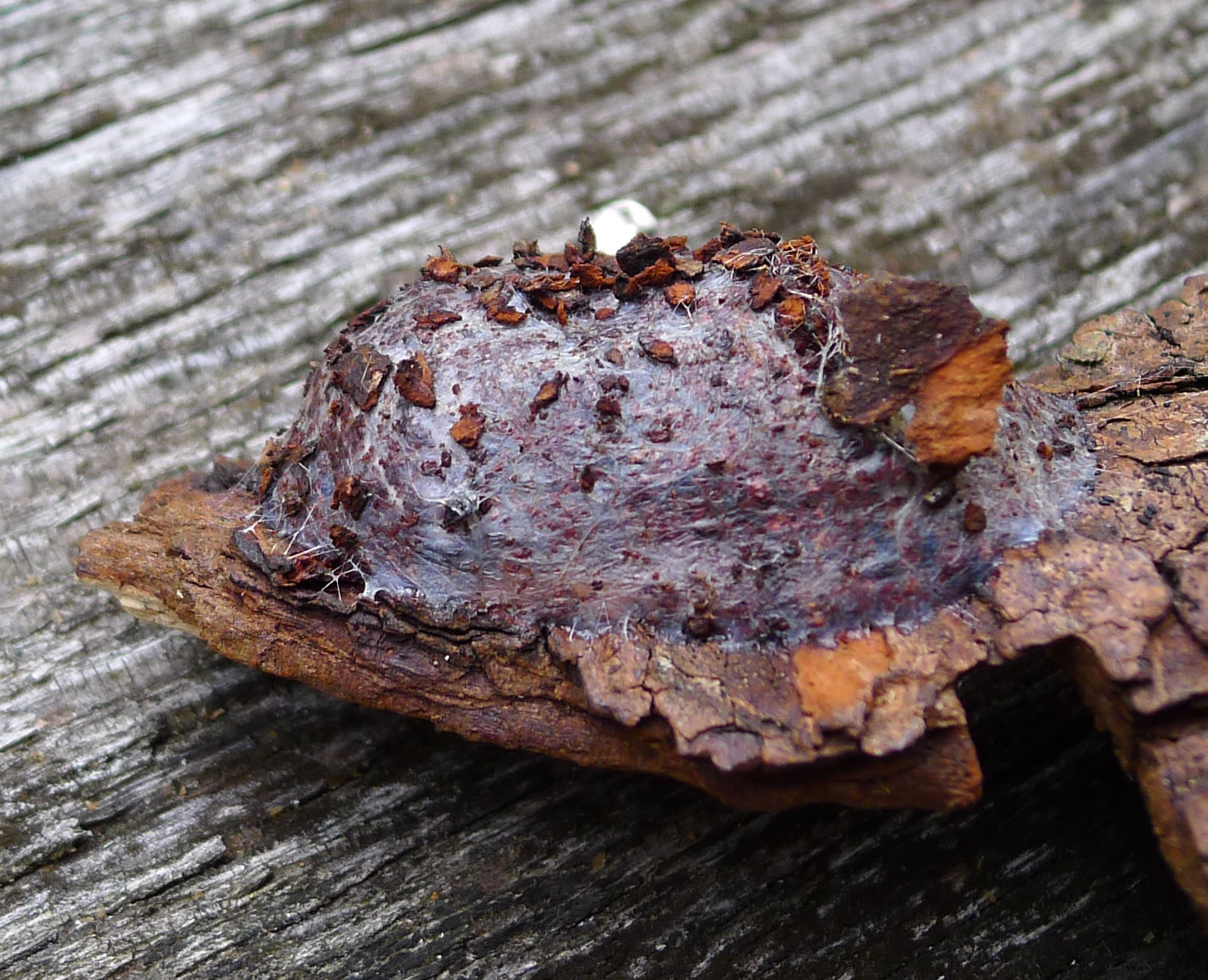
O casulo, com pedaços de cortiça

O período de voo se estende de abril a agosto dependendo da altitude, sendo uma espécie univoltina. Das plantas hospedeiras, são incluídos os salgueiros e os choupos, principalmente o choupo-tremedor (Populus tremula).
Ovos esféricos, marrons e com cerca de 1,5 milímetros são depositados pelas fêmeas no lado superior das folhas que se alimentam. As pupas sobrevivem o inverno dentro do casulo reforçado.
As larvas, quando são ameaçadas, tomam uma forma defensiva, levantando a cabeça e abanando as suas duas caudas. Caso esse aviso seja em vão, elas também podem espirrar ácido fórmico no agressor.